# Hildegardia (Pflanzengattung)
Hildegardia ist eine Pflanzengattung aus der Unterfamilie der Sterkuliengewächse (Sterculioideae) in der Familie der Malvengewächse (Malvaceae).

## Beschreibung
Hildegardia-Arten sind Bäume. Sie besitzen dünne, breit ovale Laubblätter, die ganz oder leicht gelappt, und am Grunde herzförmig sind.

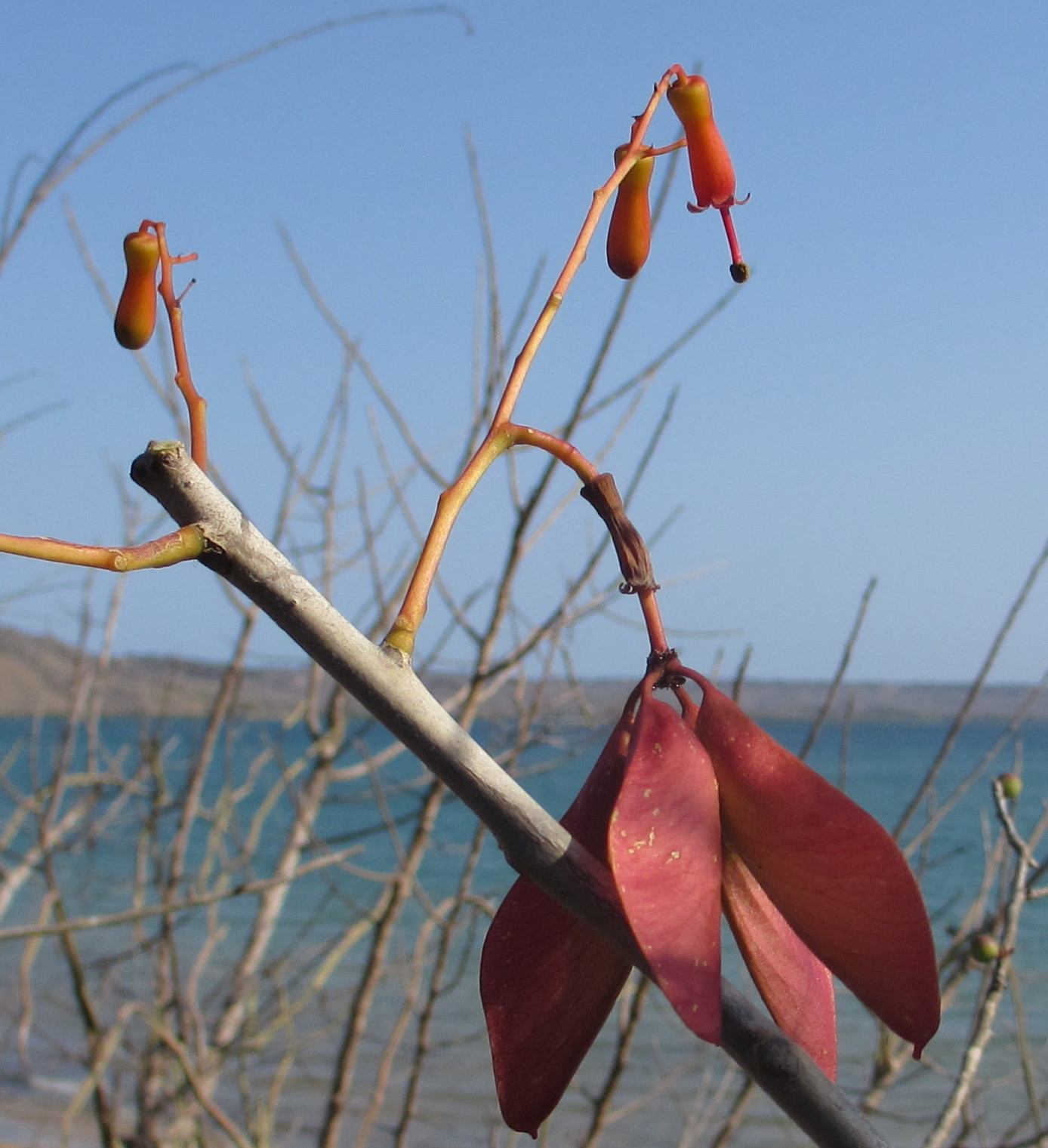
Hildegardia migeodii, Blüten und Früchte

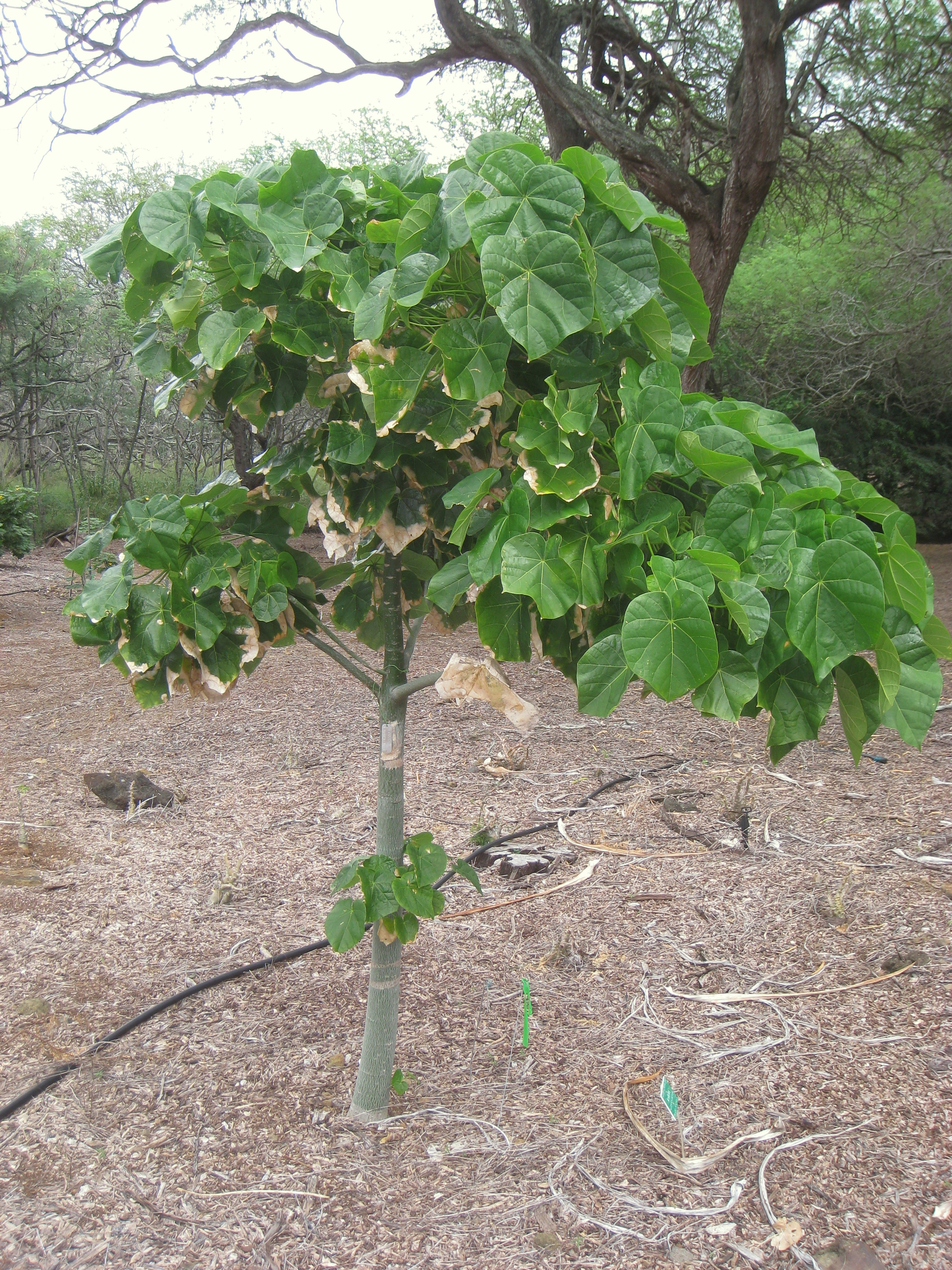
Hildegardia barteri

Es gibt sowohl Arten mit zwittrigen wie auch mit eingeschlechtigen Blüten. Es werden endständige, traubige Blütenstände gebildet. Die vier bis fünf meist rötlichen Kelchblätter sind röhrenförmig verwachsen bleiben bis zur Fruchtreife bestehen. Wie bei den anderen Arten der Tribus fehlen die Kronblätter der Blüten völlig. Die zehn bis 15 Staub- und die fünf Fruchtblätter sitzen auf einem Androgynophor.
Hildegardia-Arten unterscheiden sich von anderen der Tribus durch ihre Früchte, die von einer dünnen, häutigen Hülle umgeben sind, die bei Fruchtreife geschlossen bleibt.

## Verbreitung
Die Gattung ist pantropisch verbreitet, wobei die einzelnen Arten allerdings nicht pantropisch sind, sondern aus verschiedenen Regionen kommen.

## Systematik
Es sind zwölf Arten bekannt:
- Hildegardia ankaranensis (Arènes) Kosterm., kommt in Madagaskar vor
- Hildegardia australiensis G.Leach & M.Cheek, Heimat: Australien
- Hildegardia barteri (Mast.) Kosterm., kommt im tropischen Afrika vor
- Hildegardia cubensis (Urb.) Kosterm.  (Guana, Guanabaum), kommt nur auf Kuba vor
- Hildegardia dauphinensis J.G. Zaborsky, kommt im südöstlichen Madagaskar vor, wurde erstmals 2009 beschrieben
- Hildegardia erythrosiphon (Baill.) Kosterm., kommt in Madagaskar vor
- Hildegardia gillettii L.J.Dorr & L.C.Barnett, kommt in Somalia vor
- Hildegardia merrittii (Merrill) Kosterm., kommt auf den Philippinen vor
- Hildegardia migeodii (Exell) Kosterm., kommt in Tansania vor
- Hildegardia perrieri (Hochr.) Arènes, kommt in Madagaskar vor
- Hildegardia populifolia (Roxb. & Wall.) Schott & Endl., kommt in Indien vor
- Hildegardia sundaica Kosterm., kommt in Sumbawa vor.

## Namenserklärung
Der Gattungsname Hildegardia ehrt Hildegard von Bingen (1098–1179), eine deutsche Geistliche, Äbtissin und (Universal-)Gelehrte.